# 야마하 CX5M

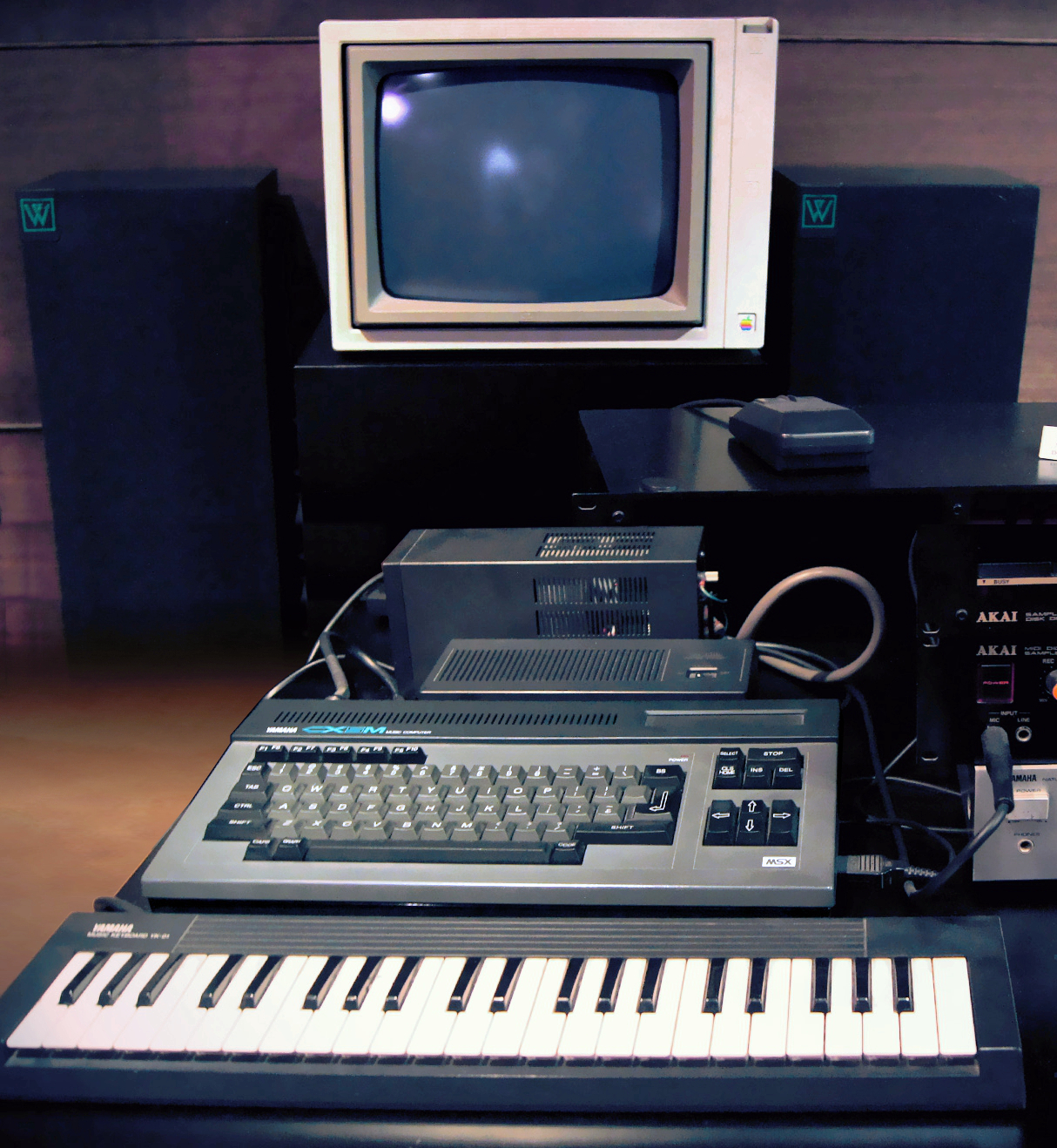
야마하 CX5M 뮤직 컴퓨터 세트

야마하 CX5M(Yamaha CX5M)은 야마하가 1984년에 출시한 내장형 8음성 FM 신디사이저 모듈을 통해 이러한 시스템에서 기대할 수 있는 일반 기능을 확장하는 MSX 시스템 호환 컴퓨터이다.
이 FM 신디사이저 자체에는 스테레오 오디오 출력, 특별히 제작된 4옥타브 키보드용 입력, CX5M의 두 번째 개정판에서 일반 MIDI에 사용할 수 있지만 관리용으로만 사용되는 한 쌍의 MIDI 입력/출력 포트가 있다. 첫 번째 모델의 야마하 DX7 데이터이다.